# Bibliografie van Brussel
Dit artikel geeft een bibliografie van Brussel, het stadsgewest waar de hoofdstad ligt van België en de hoofdzetel van de Europese Unie, Vlaanderen en de Franse Gemeenschap.

## Geschiedenis

### Algemeen
- Christian Vandermotten, Bruxelles, une lecture de la ville. De l'Europe des marchands à la capitale de l'Europe, 2014, ISBN 9782800415673
- Serge Jaumain (red.), Dictionnaire d'Histoire de Bruxelles, 2013, ISBN 9782930682013
- Roel Jacobs, Een geschiedenis van Brussel, 2004, ISBN 9789020952698
- Paul F. State, Historical Dictionary of Brussels, [2004] 2015, ISBN 9780810879218
- Georges-Henry Dumont, Histoire de Bruxelles. Biographie d'une capitale, [1997] 2005, ISBN 9782871062271
- Arlette Smolar-Meynart en Jean Stengers (red.), Het Gewest Brussel. Van de oude dorpen tot de stad van nu, 1989, ISBN 9789050660471
- Paul De Ridder, Brussel. Geschiedenis van een Brabantse stad, [1988] 2010, ISBN 9789072931818
- Jean Stengers, Brussel. Groei van een hoofdstad, 1979, ISBN 9789061531012
- Mina Martens (red.), Histoire de Bruxelles, 1979
- Marcel Vanhamme, Brussel vroeger. De stad en historische gebeurtenissen gezien door kunstenaars, 1975
- Marcel Vanhamme, Brussel. Van landelijke nederzetting tot wereldstad, 1968
- Alphonse Wauters, Histoire des environs de Bruxelles, 3 dln., 1855
- Alexandre Henne en Alphonse Wauters, Histoire de la ville de Bruxelles, 3 dln., 1845

### Thematisch
- Pascal Verbeken, Brutopia. De dromen van Brussel, 2019, ISBN 9789403144306
- Luc Surdiacourt, De Marollen. Een eeuwenoud misverstand, 2018, ISBN 9789059089082
- Anne Morelli (red.), Le Bruxelles des révolutionnaires, de 1830 à nos jours, 2016, ISBN 9782875720191
- Lieven Saerens, Onwillig Brussel. Een verhaal over Jodenvervolging en verzet, 2014, ISBN 9789059085565
- Lucas Catherine, Brussel. Van renaissance tot republiek, 2014, ISBN 9789462670006
- Jean-Luc Petit, Sint-Michiel de Brusselaar (= Historia Bruxellae, nr. 12), 2008
- René Maurice, La fugue à Bruxelles. Proscrits, exilés, réfugiés et autres voyageurs, 2003, ISBN 9782874152719
- Roel De Groof en Geertrui Elaut, Europe in Brussels. Van federaal werelddistrict tot Europese hoofdstad, 1900-2010, 2010, ISBN 9789020991543
- Hervé Hasquin, Aedes Academiarum. De Academiën en hun paleis, 2010, ISBN 9789020991932
- Margit Thøfner, A Common Art. Urban Ceremonial in Antwerp and Brussels During and After the Dutch Revolt, 2007, ISBN 9040082952
- Thierry Demey, Brussel, Hoofdstad van Europa, 2007, ISBN 2960041429
- Andrée Despy-Demeyer, Brussel. Vrijmetselaars in de stad, 2000, ISBN 9782930117119
- Luc Dequeker, Het Sacrament van Mirakel. Jodenhaat in de Middeleeuwen, 2000, ISBN 9789058260819
- Roger De Peuter, Brussel in de achttiende eeuw. Sociaal-economische structuren en ontwikkelingen in een regionale hoofdstad, 1999, ISBN 9789054872221
- Herman Pleij, Sneeuwpoppen van 1511. Stadscultuur in de late Middeleeuwen, 1998, ISBN 9789053336700
- Paul de Ridder, Taferelen uit het Brusselse ambachtsleven, 1997, ISBN 9789072931726
- Arlette Smolar-Meynart, Rond het bombardement van Brussel van 1695. Verwoesting en wederopstanding, 1997
- Janet L. Polasky, Revolution in Brussels, 1787-1793, 1987, ISBN 9780874513851
- Joseph Delmelle, Geschiedenis van het openbaar vervoer te Brussel, 2 dln., 1980
- Economische en financiële aspecten van de Brusselse geschiedenis, Nationale Bank van België, tent.cat., 1979
- Arthur Haulot e.a., Les belles heures de Bruxelles, 1952

### Kunstgeschiedenis
- Eric Min, De eeuw van Brussel. Biografie van een wereldstad, 1850-1914, 2013
- Veronique Bücken en Griet Steyaert, De erfenis van Rogier van der Weyden. De schilderkunst in Brussel, 1450-1520, 2013, ISBN 9789401414104
- Leen Kelchtermans e.a. (red.), Embracing Brussels. Art and Culture in the Court City, 1600-1800, 2013, ISBN 9782503542287
- Jean-Christophe Hubert (red.), Brussel als kunsthoofdstad. Van Victor Hugo tot René Magritte, 2012, ISBN 9782930627434
- Veerle De Laet, Brussel binnenskamers. Kunst- en luxebezit in het spanningsveld tussen hof en stad, 1600-1735, 2011, ISBN 9789089643308
- Jacques Van Lennep en Catherine Leclercq, De beelden van Brussel, 2000, ISBN 90-5325-117-0
- Saskia De Bodt, Halverwege Parijs. Willem Roelofs en de Nederlandse schilderskolonie in Brussel, 1840-1890, 1995
- Roland Van Opbroecke, Brusselse kant & kunst, 2 dln., 1982

### Letterkundige geschiedenis
- Joseph Van Wassenhove, Bruxelles. La vie quotidienne au XIXe siècle par les écrivains de l'époque, 2016, ISBN 9782875930842
- Georges Lebouc, Bruxelles vue par les grands écrivains, 2011, ISBN 978-2-87542-022-0
- Gilbert Stevens, Les écrivains dans la ville, 2010, ISBN 978-2-930018-80-5
- Rick de Leeuw, Anna Luyten en Remco Sleiderink, Rederijkerskamer 't Mariacranske 500 jaar aan het woord, 2007, ISBN 9789054666639
- Martine De Clercq en Stefan Van den Bossche (red.), Zangers der Groene Waranden. Beelden van de literair-historische groene rand rond Brussel, 2006, ISBN 9789058675293
- Georges Lebouc, Bruxelles coquin ou sa littérature Olé Olé, 2005
- Jozef Janssens en Remco Sleiderink (red.), De macht van het schone woord. Literatuur in Brussel van de 14de tot de 18de eeuw, 2003, ISBN 9789063064655
- André De Vries, Brussels. A Cultural and Literary History, 2003, ISBN 9781902669472 (= Cities of the Imagination, nr. 11)
- Joël Goffin, Sur les pas des écrivains à Bruxelles, in: Promenades découvertes, 1997, ISBN 2930076208 (o.a. Michel de Ghelderode, William Cliff, Henri Michaux, Hergé, Raoul Vaneigem, Charles Baudelaire, Victor Hugo, Paul Verlaine, Arthur Rimbaud, Karl Marx)
- Marcel Van Nieuwenborgh, Literaire wandelingen door Brussel, 1990, ISBN 9789061525943

### Biografieën over 'Brusselse jaren van'
- Kathleen Leys, In de schaduw van het hof. Erasmus te gast in Brussel en Anderlecht, 2021, ISBN 9782930414508
- Helen MacEwan, The Brontës in Brussels, 2014, ISBN 9780720615883
- Edward De Maesschalck, Marx in Brussel, 1845-1848, 2005, ISBN 9058263320
- René Laurent en Micheline Soenen, Keizer Karel en Brussel, 2000
- Krista De Jonge e.a., Les Granvelle et les anciens Pays-Bas, 2000, ISBN 90-5867-049-X
- Jeroen Brouwers, Het aardigste volk ter wereld, 1996 (verslag over de Brusselse jaren van Willem Frederik Hermans)

## Odonymie en straatanekdotiek
- Bram Vannieuwenhuyze, Brussel, de ontwikkeling van een middeleeuwse stedelijke ruimte , Proefschrift Geschiedenis, Universiteit Gent, 2008
- Georges Lebouc, Histoire insolite des rues de Bruxelles, 2008, ISBN 9782873865221
- Jean d'Osta, Dictionnaire historique des faubourgs de Bruxelles, 1989
- Jean d'Osta, Dictionnaire historique et anecdotique des rues de Bruxelles, 1986
- Jean d'Osta, Les rues disparues de Bruxelles, 1979

## Cartografie en stadsgezichten
- Ingeborg Jorissen, Waar was wat. Toponiemen van de Brusselse vijfhoek tot 1830 in kaart, Leuven, 2020, 130 p.
- Véronique Van de Kerckhof e.a. (red.), Met passer en penseel. Brussel en het oude hertogdom Brabant in beeld, 2000, ISBN 9782804604509
- Claire Billen en Jean-Marie Duvosquel, Brussel, in: Steden in Europa, 2000
- Lisette Danckaert, Brussel, vijf eeuwen cartografie, 1989, ISBN 9789069580074
- André Vanrie, Bruxelles en gravures, 1978, ISBN 9789002011856

## Fotografie
- Thérèse Symons, Sylvie Lefebvre en Yannik Van Praag (eds.), Estaminets et cafés. Histoires bruxelloises, 2018. ISBN 9782960210118
- Daniel Quesney e.a., Correspondentie. Brussel, van de ene eeuw naar de andere: herfotografie, 2010. ISBN 9782930115153
- Danielle Leenaerts, L'Image de la ville. Bruxelles et ses photographes des années 1850 à nos jours, 2009. ISBN 9782930018799
- Chantal Kesteloot, Brussel 1940-1944 in: Steden in oorlog, 2009. ISBN 9789085422075
- Tristan Schwilden (red.), La Bourse et la Ville, 1869-1870, tent.cat. Galerie Bortier, 1996. OCLC 740257819
- Gustave Abeels, Les pionniers de la photographie à Bruxelles, 1977

## Erfgoed
- V. Heymans, L. Cnockaert, F. Honoré e.a. (red.), Het Coudenbergpaleis te Brussel. Van middeleeuws kasteel tot archeologische site, 2014, ISBN 9789461610942
- David Attas en Michel Provost, Brussel. In de voetsporen van de bouwkundig ingenieurs, 2011, ISBN 9782930391403
- Serge Jaumain (red.), Het Brussels Hoofdstedelijk Gewest, in: Erfgoedbibliotheek van de Belgische gemeenten, 2008, ISBN 9789020976038
- Françoise Dierkens-Aubry e.a., Het Brussel van Horta, 2007, ISBN 9789055447152
- Lucas Catherine, Wandelen naar Kongo. Langs koloniaal erfgoed in Brussel en België, 2006
- Guido Jan Bral, De kathedraal van Sint-Michiel en Sint-Goedele, 2000
- Jacques Dubroeucq, Bruxelles 1000. Une histoire capitale, 9 dln., 1996-2000: rijk geïllustreerde beschrijving van Brussel in de periode 1820-1920
- Suzanne Van Aerschot-Van Haeverbeeck (red.), Bouwen door de eeuwen heen in Brussel. Inventaris van het cultuurbezit in België, 3 dln., 1989-94
- Wim Kennis, Eurotaurus en andere verhalen uit de hedendaagse Brusselse legende, 1993: publicatie van Brukselbinnenstebuiten over de ontwikkeling van de Europese wijk
- Victor Gaston Martiny, Bruxelles. Architecture civile et militaire avant 1900, 1992, ISBN 287367007X
- Arlette Smolar-Meynart e.a., Het paleis van Brussel. Acht eeuwen kunst en geschiedenis, 1991
- Herman Stynen (red.), Het huis in het midden. Gemeentehuizen van de Brusselse Agglomeratie, 1988
- J. Loeckx e.a., Typologie van de Brusselse woonhuizen, 1981
- Victor-Gaston Martiny, Bruxelles. L'architecture des origines à 1900, 1980
- Guillaume Des Marez, Guide illustré de Bruxelles, 2 dln., [1917] 1979
- Léon Van Neck, Vieux Bruxelles illustré, 1909

## Urbanisme en mobiliteit
- Gérald Ledent en Alessandro Porotto, Brussels Housing. Atlas of Residential Building Types, 2023. ISBN 9783035625509
- Michel de Beule e.a. (red.), Brussel. Geplande geschiedenis. Stedenbouw in de 19e en 20e eeuw, 2017, ISBN 9782804705589
- Christophe Loir, Bruxelles néo-classique. Mutation de l'espace urbain, 1775-1840, [2009] 2017, ISBN 9782875720252
- Marcel Rijdams, Stadschap Brussel. Kritische bespiegelingen over het stedelijke landschap, 2017, ISBN 9789044135039
- Cathy Macharis, Frédéric Dobruszkes en Michel Hubert, Mobiliteit en logistiek in Brussel, 2014, ISBN 9789057182891
- Thierry Demey, Léopold II (1865-1909). La marque royale sur Bruxelles, 2009, ISBN 9782960041484
- Christian Dessouroux (red.), Gedeelde ruimten, betwiste ruimten. Brussel, een hoofdstad en haar inwoners, 2008, ISBN 9789081238618
- Carola Hein, The Capital of Europe. Architecture and Urban Planning For the European Union, 2004, ISBN 0275978745
- Chloë Deligne, Bruxelles et sa rivière. Genèse d'un territoire urbain, 2003
- Marcel Smets, Charles Buls. Les principes de l'art urbain, 1995
- Thierry Demey, Bruxelles. Chronique d'une capitale en chantier, 2 dln., 1990-92
- Straten en stenen. Brussel, stadsgroei 1780-1980, tent.cat., 1981
- Brussel, breken, bouwen. Architectuur en stadsverfraaiing, 1780-1914, tent.cat., 1979

## Demografie
- Hans Vandecandelaere, In Brussel. Een reis door de wereld, 2012, ISBN 9789491297359
- Marc Swyngedouw, Pascal Delwit en Andrea Rea (red.), Culturele diversiteit en samenleven in Brussel en België, 2005, ISBN 9033458322

## Taal
- Rudi Janssens, Meertaligheid als cement van de stedelijke samenleving. Een analyse van de Brusselse taalsituatie op basis van taalbarometer 3, 2013, ISBN 9789057182884
- Sera de Vriendt, Brussels. Taal in stad en land, 2005, ISBN 9020958577
- Georges Lebouc, Dictionnaire du bruxellois, 2005
- Rudi Janssens, Els Witte en Ann Mares (red.), Over Brusselse Vlamingen en het Nederlands in Brussel, 2001, ISBN 9054872926
- Els Witte e.a., Het Brussels Hoofdstedelijk Gewest en de taalwetgeving, 1998, ISBN 9054871903
- Piet Van de Craen (red.), Mondig Brussel, 1998, ISBN 9054871660
- Ria Van Alboom, De verbeulemansing van Brussel, 1990, ISBN 9051140207
- Éliane Gubin, Bruxelles au XIXe siècle. Berceau d'un flamingantisme démocratique (1840-1873), 1979
- Louis Quiévreux, Dictionnaire du dialecte bruxellois, [1951] 2015, ISBN 9782824004204

## Kunst en literatuur

### Romans
- Le Diable à Bruxelles (Louis Hymans en Jean-Baptiste Rousseau, 1853)
- Villette (Charlotte Brontë, 1853)
- The Professor (Charlotte Brontë, 1857)
- Gabrielle Hauzy (Émile Leclerc, 1866): gesitueerd in Sint-Joost-ten-Node
- Bruxelles rigole… Mœurs exotiques (Henri Nizet, 1883)
- Eline Vere (Louis Couperus, 1889): een Haagse zedenroman die zich gedeeltelijk in Brussel afspeelt
- Heart of Darkness (Joseph Conrad, 1898): Congoroman die aanvangt en eindigt te Brussel
- La Famille Kaekebroeck (Léopold Courouble, 1901): familiedialogen in het Brussels
- Voyous de velours (Georges Eekhoud, 1904)
- À la Boule-Plate (Georges Garnir, 1907)
- Le Conservateur de la Tour Noire (Georges Garnir, 1908)
- Jours de famine et de détresse (Neel Doff, 1911): vertaald als Dagen van honger en ellende
- Keetje (Neel Doff, 1919): vertaald als Keetje Tippel
- Het ivoren aapje (Herman Teirlinck, 1909): een 'roman van Brusselsch leven'
- Lijmen (Willem Elsschot, 1924)
- Le locataire (Georges Simenon, 1934)
- Het been (Willem Elsschot, 1938)
- Le suspect (Georges Simenon, 1938)
- Vergeten straat (Louis Paul Boon, 1946)
- De tranen der acacia's (Willem Frederik Hermans, 1949): de laatste hoofdstukken spelen zich af in het Brussel na de bevrijding
- Het gevecht met de engel (Herman Teirlinck, 1952): roman gesitueerd in het Zoniënwoud.
- Zelfportret of Het galgemaal (Herman Teirlinck, 1955)
- Terre d'asile (Pierre Mertens, 1978)
- Het Beleg van Brussel (Frans Verleyen, 1979): politieke sleutelroman.
- Vanna van de Zinnekensgang, of Het kleine volk van Brussel (Aster Berkhof, 1981)
- Doodslag (Aster Berkhof, 1984)
- La grande roue (Jacques De Decker, 1985): vertaald als Reuzenrad
- La nuit, aller-retour (Jean-Baptiste Baronian, 1991)
- Les agrandissements du ciel en bleu (Francis Dannemark, 1992)
- De beet van de schildpad (Kamiel Vanhole, 1993)
- Flanders Sky (Nicolas Freeling, 1993)
- Le Bonheur dans le Crime (Jacqueline Harpman, 1993): vertaald als Het geluk in het kwade
- Happy Town (Aster Berkhof, 1994)
- School nummer 1 (Pierre Plateau, 1994)
- Dreadful Lies (Michèle Bailey, 1994): vertaald als Vreselijke leugens
- Une paix royale (Pierre Mertens, 1995)
- Les aventures du Belge errant (François Jongen, 1995)
- De heerlijkheid van Julia (Oscar van den Boogaard, 1995)
- Het is niet ernstig, mon amour (Koen Peeters, 1996)
- Le siège de Bruxelles (Jacques Neirynck, 1996)
- Une famille à Bruxelles (Chantal Akerman, 1998)
- L'Orage rompu (Jacqueline Harpman, 1998)
- Brüsseler Spitzen (Ernst Wilhelm Heine, 1999)
- Dix jours en mars à Bruxelles (Françoise Laborde, 2000)
- L'heure de fourche (Michel Joiret, 2000): misdaadroman rond de vijvers van Elsene en het Flageygebouw
- A lua de Bruxelas (Amadeu Sabino Lopes, 2000)
- Quatrième étage (Nicolas Ancion, 2000)
- Tijdverkopers (Ann Lauwers, 2000)
- Les bonbons de Bruxelles (Nadine Monfils, 2001)
- Petite rue des Bouchers (Georges Moustaki, 2001): autobiografische fictie over het Brusselse nachtleven van de jaren vijftig.
- Bruxelles insurrection (Nicolas Ancion, 2001)
- Trance Atlantico (Herman Portocarero, 2001)
- Korsakoff (Alain Van Crugten, 2003)
- Les papillons noirs (Jean-Baptiste Baronian, 2004)
- Haute pression (Nicolas Ancion, 2004)
- Fatma of de monumentenzorg (Geert van Istendael, 2004)
- Johnny Bruxelles (Philippe Blasband, 2005)
- Slagschaduw (David Van Reybrouck, 2007)
- Rue Fontaine d'Amour (Jef Aerts, 2008)
- Elf (Daniël Rovers, 2010)
- De intrede van Christus in Brussel: in het jaar 2000 en oneffen ongeveer (Dimitri Verhulst, 2011)
- Open City (Teju Cole, 2011): korte uitstap van New York naar Brussel
- Joy (Patrick Bassant, 2012)
- Expo 58 (Jonathan Coe, 2013): spionageroman
- De demonen van Dalca: Nachtwild (Johan Vandevelde en Bart Vermeer, 2013): jeugdboek over een groepje Brusselse jongeren dat de strijd aanbindt met een leger vampiers.
- Les fenêtres murmurent. Les mystères de Bruxelles (Dulle Griet, 2013)
- Finis Terrae (Nathalie Stalmans, 2014): historische roman over Jérôme De Meester en zijn 17e-eeuwse medebewoners van de Nieuwstraat.
- De stad en de tijd (Jonathan Robijn, 2014): verhalenroman over ontheemding
- Het lijk in de boomgaard (Geert Van Istendael, 2017)
- De zaak Magritte (Toni Coppers, 2017): misdaadthriller in de sfeer van René Magritte
- Die Hauptstadt (Robert Menasse, 2017): vertaald als De hoofdstad
- Ik Jan Smeken (Rick de Leeuw en Remco Sleiderink, 2017): historische schelmenroman over Jan Smeken
- Jouw huid (Jeroen Theunissen, 2018): liefde tussen een jonge Ghanese en een Welshe lobbyist
- Wolfsangel: Apollo, Purgatorium, Nemesis (Johan Vandevelde, 2017-2021): young adult trilogie over een extreemrechtse staatsgreep in België
- Brusselse vrouwen (Nisma Alaklouk, 2020)
- Brussel Blues (Wouter Dehairs, 2023): thriller over de Brusselse onderwereld
- Bot mes (Dieter Rogiers, 2023): dystopische thriller
- Bruxelles (Daphné Tamage, 2025): autofictionele stadsgids

### Kortverhalen
- Les fables de Pitje Schramouille (Roger Kervyn de Marcke ten Driessche, 1923): humoristische volksverhalen in het Marols.
- Mes mille et un Bruxelles (Louis Quiévreux, 1961)
- Louis Hap: het verhaal van een straat (Jos Liefrink, 1995): verhalenbundel van de inwoners van de Louis Hapstraat en bekende auteurs.
- Atlas Brussel (2017): literair themanummer van Dietsche Warande & Belfort, samengesteld door Peter Vermeersch, met 23 verhalen over de hoofdstad van o.a. Geert van Istendael, Lize Spit, Bregje Hofstede, Frederik Willem Daem, Joke van Leeuwen
- Ceci n'est pas une valise. Récits arabes sous un ciel belge (2017): 17 auteurs met Arabische wortels, verzameld door Taha Adnan, schrijven over hun Belgische adoptiesteden, waaronder Brussel.

### Autobiografieën en egodocumenten
- Jan de Pottre, Dagboek 1549-1602
- Iwan Gilkin, Mémoires inachevées. Une enfance et une jeunesse bruxelloises, 1858-1878, 2000
- Paul Verlaine, Mes Prisons, 1893: vertaald als In gevangenschap
- John Dos Passos, The Best Times. An Informal Memoir, 1966
- Raymond Brulez, Mijn woningen, 1950-54: geromantiseerde autobiografie in vier delen
- Helene Moszkiewiez, Inside the Gestapo. A Jewish Woman's Secret War, 1985
- Benno Barnard, Uitgesteld paradijs, 1987: autobiografische notities over onder meer de Brusselse jaren.
- Dirk Van Babylon, Carthago herrezen, 1987: autobiografische getuigenis over de aidsjaren.
- Eric de Kuyper, De hoed van tante Jeannot, 1990: autobiografische taferelen van een kind in de jaren vijftig.
- Eric de Kuyper, Bruxelles Here I Come, 1993: autobiografische taferelen van een adolescent.
- Jan Mulder, Chez Stans, 2010: herinneringen van een voetbalster

### Reisverhalen
- De spoorzoeker (Kamiel Vanhole, 2008): bundel die begint (Ouwe sacoche) en eindigt (Van ketje tot landjonker) in Brussel
- Een demon in Brussel (Kamiel Vanhole, 1990): het titelverhaal volgt Baudelaire in Brussel
- Carnet d'un voyageur à Bruxelles (Joris-Karl Huysmans, 1876)

### Essay en reportage
- Marc Didden, Een gehucht in een moeras. Brusselse verhalen, 2017
- Jan Degadt, Brussel. Een hoofdstad in meervoud, 2015, ISBN 9789028980921
- Luckas Vander Taelen, Brussel, een politiek-incorrecte schets, 2012
- Arthur van Amerongen, Brussel: Eurabia deel I (2008) en deel II (2015)
- Hind Fraihi, Undercover in Klein-Marokko. Achter de gesloten deuren van de radicale islam, 2006, ISBN 9789086690060
- Staf Nimmegeers, Aantekeningen van een stadspriester, 2002
- Geert van Istendael, Arm Brussel, 2002, ISBN 9789045008530
- Koen Peeters en Kamiel Vanhole, Bloem in Brussel, 2000: 24 auteurs beschrijven een wandeling door Brussel
- Staf Nimmegeers, Chagrijn en charme, 1997: verhalen van gewone Brusselaars
- Koen Peeters en Kamiel Vanhole, Bellevue/Schoonzicht, of De nieuwe kunst van het wandelen, 1997: relaas van een voettocht door de Brusselse kanaalzone.
- Eric de Kuyper, Een passie voor Brussel, 1995, ISBN 9789062222896
- Paul de Ridder, Het andere Brussel. Een afrekening met vooroordelen, 1988, ISBN 9789050352055
- Marnix Gijsen, Uit het Brussels getto, 1978, ISBN 9789022306413: diverse bundel met een hoofdstuk over het lot van de Vlamingen in Brussel

### Toneel
- Le mariage de Mademoiselle Beulemans (Frantz Fonson en Fernand Wicheler, 1910): volkstoneel dat aan de oorsprong ligt van de term Verbeulemansing.
- Bossemans et Coppenolle (Paul van Stalle en Joris d'Hanswijck, 1938): vervolg op Le mariage de Mademoiselle Beulemans.
- Virgile, Théâtre, gepresenteerd door Georges Lebouc, 2005: Faust, Carmen, Cyrano... overgeplaatst naar Brussel

### Poëzie en lyriek
- Dwonder van claren ijse en snee (Jan Smeken, 1511)
- Een nieuw Liedt van de couragieuse Brusselaers (anoniem, ca. 1576)
- Het Brussels moeselken (1659)
- Au Pays de Manneken-Pis (Théodore Hannon, 1883)
- Le Citadin. Poème ou Eloge de Bruxelles (Odilon-Jean Périer, 1924)
- Brussel is een vreemde stad. Vijfenzeventig dichters over 1 stad, 1385-1985 (Dirk Christiaens, 1989): bloemlezing met gedichten over Brussel
- Een Brussels tuintje (Hubert van Herreweghen, 1999): bundel van een kuierende dichter, geïllustreerd door Anne van Herreweghen
- Kind in Brussel (Joke van Leeuwen, 1999)
- Pocket Plan (Rossano Rosi, 2008): elk gedicht is gewijd aan een straat in Brussel, een tram of een autobus, die de auteur ooit heeft genomen.
- Dichterbij Brussel (Frank De Crits, 2009)

### Strips
- De guitenstreken van Kwik en Flupke
- Kuifje: Het geheim van de Eenhoorn, De scepter van Ottokar
- Nero: o.a. De zwarte toren (1983), De verdorven stad (1984) en Het spook van de Zandstraat (1996)
- De Duistere Steden: Brüsel (1992)
- Inspecteur Canardo: De Belgische kwestie (2005)
- Bleekwater van Joris Mertens (2022)
- Renée van Pieter De Poortere (2022)

### Folklore en humor
- Cypriaan Verhavert, Brusselsche typen, ca. 1923
- Georges Garnir, Baedeker de physiologie bruxelloise à l'usage des étrangers, ca. 1908
- Georges Lebouc, Anthologie de l'humour bruxellois. Les Zwanzeurs, 2000
- Virgile, Fables complètes, uitgegeven en toegelicht door Georges Lebouc, 2001
- Virgile, Dialogues de la semaine, 2 dln., 2002-03: Brusselse zwanze uit Pourquoi pas?

## Reeksen en tijdschriften
- Cahiers Bruxellois = Brusselse Cahiers (Archief van de Stad Brussel)
- Fontes Bruxellae (Museum van de Stad Brussel)
- Historia Bruxellae (Museum van de Stad Brussel)
- Erfgoed Brussel (Directie Monumenten en Landschappen)
- Brussel, stad van kunst en geschiedenis (Directie Monumenten en Landschappen)
- Open Monumentendagen (Directie Monumenten en Landschappen)
- Geschiedenis en restauratie (Directie Monumenten en Landschappen)
- Beschermde Monumenten en Landschappen (Directie Monumenten en Landschappen)
- Atlas van de archeologische ondergrond van het Gewest Brussel (Directie Monumenten en Landschappen)
- Archeologie in Brussel (Directie Monumenten en Landschappen)
- Annales de la Société Royale d'Archéologie de Bruxelles
- Cahiers de la Fonderie (Franse publicaties door het Brussels Museum voor Arbeid en Industrie sinds 1986)
- Taal en Sociale Integratie (Vrije Universiteit Brussel)
- Brussels Studies
- BRUZZ, voorheen Brussel Deze Week